# Północ kontra Południe

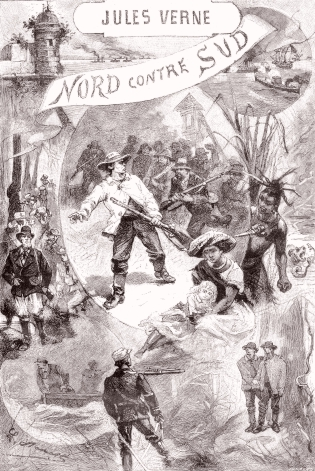
Strona tytułowa francuskiego wydania.

Północ kontra Południe (inne wersje tytułów polskich tłumaczeń: Walka Północy z Południem, Domowa wojna, Wojna Północy z Południem, fr. Nord contre Sud, 1887) – dwutomowa powieść Juliusza Verne’a z cyklu Niezwykłe podróże złożona z 30 rozdziałów. Tom I złożony jest z 15 rozdziałów, tom II złożony jest z 15 rozdziałów i zakończenia.
Pierwszy polski anonimowy przekład wydano pt. Walka Północy z Południem nakładem redakcji czasopisma Wędrowiec w dwóch częściach (część I w 1887, część II w 1888).

## Zarys fabuły
Powieść opowiada o zdarzeniach z historii Stanów Zjednoczonych Ameryki z czasów wojny secesyjnej.
Jeden z głównych bohaterów, James Burbank, zostaje napadnięty przez dawnego wroga, Texara.
Porwana zostaje córka i niewolnica Burbanka, a mężczyzna wraz z synem Gilbertem stara się je uwolnić.